# Kenmore (Washington)
Kenmore je grad u američkoj saveznoj državi Washington. Prema popisu stanovništva iz 2010. u njemu je živjelo 20.460 stanovnika.